# Fontanafredda
Fontanafredda é uma comuna italiana da região do Friuli-Venezia Giulia, província de Pordenone, com cerca de 9.788 habitantes. Estende-se por uma área de 46 km², tendo uma densidade populacional de 212 hab/km². Faz fronteira com Aviano, Brugnera, Budoia, Caneva, Polcenigo, Porcia, Roveredo in Piano, Sacile, Prata di Pordenone.

## Demografia
| Variação demográfica do município entre 1861 e 2011                               |
|                                                                                   |
| Fonte: Istituto Nazionale di Statistica (ISTAT) - Elaboração gráfica da Wikipedia |